# Marvel Cinematic Universe
Marvel Cinematic Universe (MCU) je mediální franšíza a fikční svět, kde se odehrávají filmy, televizní seriály a vybrané komiksy se superhrdiny komiksového vydavatelství Marvel Comics. Celovečerní snímky jsou produkovány filmovým studiem Marvel Studios.
Prvním uvedeným filmem byl Iron Man v roce 2008. Takzvaná první fáze, čítající celkem šest filmů, vyvrcholila roku 2012 týmovým snímkem Avengers. Úvodní tři fáze byly označovány jako „The Infinity Saga“ (celkem 23 filmů), která skončila v roce 2019 filmem Spider-Man: Daleko od domova. Roku 2021 byla zahájena „The Multiverse Saga“ snímkem Black Widow. Prozatím posledním filmem jsou Fantastická 4: První kroky z roku 2025, dalším připravovaným filmem je Spider-Man: Zbrusu nový den (2026). Celovečerní snímky z Marvel Cinematic Universe se dočkaly pozitivního ohlasu jak ze strany kritiků, tak i diváků. Z komerčního hlediska se jedná o nejúspěšnější filmovou sérii v historii filmu, přičemž snímky Avengers: Infinity War (2018) a Avengers: Endgame (2019) překonaly v celosvětových tržbách hranici dvou miliard amerických dolarů, takže patří mezi komerčně nejúspěšnější filmy. Vznikla také série krátkých filmů Marvel One-Shots.
V sérii Marvel Cinematic Universe jsou zařazeny také televizní seriály produkční společnosti Marvel Television. Prvním z nich byli Agenti S.H.I.E.L.D., kteří byli od roku 2013 vysíláni na stanici ABC. Další seriály byly také zveřejňovány na streamovacích platformách Netflix a Hulu a kabelové stanici Freeform, ovšem činnost Marvel Television skončila v roce 2020. Od roku 2021 produkuje seriály přímo Marvel Studios, zveřejňovány jsou na streamovací platformě Disney+; prvním z nich byl seriál WandaVision. V roce 2022 vznikly také televizní filmy Vlkodlak: Noční lovec a Strážci Galaxie: Sváteční speciál.

## Filmy
Celovečerní filmy, které tvoří jádro světa a franšízy MCU, jsou rozděleny do tzv. fází, které vrcholí ve snímcích o týmu Avengers.

### The Infinity Saga
První tři fáze jsou společně označeny jako „The Infinity Saga“.
| Český název                              | Originální název                    | Datum vydání v USA  | Režie                      | Scénář                                                                                            | Produkce                                  |
| 1. fáze / Phase One                      | 1. fáze / Phase One                 | 1. fáze / Phase One | 1. fáze / Phase One        | 1. fáze / Phase One                                                                               | 1. fáze / Phase One                       |
| ---------------------------------------- | ----------------------------------- | ------------------- | -------------------------- | ------------------------------------------------------------------------------------------------- | ----------------------------------------- |
| Iron Man                                 | Iron Man                            | 2. května 2008      | Jon Favreau                | Mark Fergus, Hawk Ostby, Art Marcum a Matt Holloway                                               | Avi Arad a Kevin Feige                    |
| Neuvěřitelný Hulk                        | The Incredible Hulk                 | 13. června 2008     | Louis Leterrier            | Zak Penn                                                                                          | Avi Arad, Gale Anne Hurdová a Kevin Feige |
| Iron Man 2                               | Iron Man 2                          | 7. května 2010      | Jon Favreau                | Justin Theroux                                                                                    | Kevin Feige                               |
| Thor                                     | Thor                                | 6. května 2011      | Kenneth Branagh            | Ashley Edward Miller, Zack Stentz a Don Payne                                                     | Kevin Feige                               |
| Captain America: První Avenger           | Captain America: The First Avenger  | 22. července 2011   | Joe Johnston               | Christopher Markus a Stephen McFeely                                                              | Kevin Feige                               |
| Avengers                                 | Marvel's The Avengers               | 4. května 2012      | Joss Whedon                | Joss Whedon                                                                                       | Kevin Feige                               |
| 2. fáze / Phase Two                      |                                     |                     |                            |                                                                                                   |                                           |
| Iron Man 3                               | Iron Man 3                          | 3. května 2013      | Shane Black                | Drew Pearce a Shane Black                                                                         | Kevin Feige                               |
| Thor: Temný svět                         | Thor: The Dark World                | 8. listopadu 2013   | Alan Taylor                | Christopher L. Yost, Christopher Markus a Stephen McFeely                                         | Kevin Feige                               |
| Captain America: Návrat prvního Avengera | Captain America: The Winter Soldier | 4. dubna 2014       | Anthony a Joe Russoovi     | Christopher Markus a Stephen McFeely                                                              | Kevin Feige                               |
| Strážci Galaxie                          | Guardians of the Galaxy             | 1. srpna 2014       | James Gunn                 | James Gunn a Nicole Perlmanová                                                                    | Kevin Feige                               |
| Avengers: Age of Ultron                  | Avengers: Age of Ultron             | 1. května 2015      | Joss Whedon                | Joss Whedon                                                                                       | Kevin Feige                               |
| Ant-Man                                  | Ant-Man                             | 17. července 2015   | Peyton Reed                | Edgar Wright, Joe Cornish, Adam McKay a Paul Rudd                                                 | Kevin Feige                               |
| 3. fáze / Phase Three                    |                                     |                     |                            |                                                                                                   |                                           |
| Captain America: Občanská válka          | Captain America: Civil War          | 6. května 2016      | Anthony a Joe Russoovi     | Christopher Markus a Stephen McFeely                                                              | Kevin Feige                               |
| Doctor Strange                           | Doctor Strange                      | 4. listopadu 2016   | Scott Derrickson           | Jon Spaihts, Scott Derrickson a C. Robert Cargill                                                 | Kevin Feige                               |
| Strážci Galaxie Vol. 2                   | Guardians of the Galaxy Vol. 2      | 5. května 2017      | James Gunn                 | James Gunn                                                                                        | Kevin Feige                               |
| Spider-Man: Homecoming                   | Spider-Man: Homecoming              | 7. července 2017    | Jon Watts                  | Jonathan Goldstein, John Francis Daley, Jon Watts, Christopher Ford, Chris McKenna a Erik Sommers | Kevin Feige a Amy Pascalová               |
| Thor: Ragnarok                           | Thor: Ragnarok                      | 3. listopadu 2017   | Taika Waititi              | Eric Pearson, Craig Kyle a Christopher L. Yost                                                    | Kevin Feige                               |
| Black Panther                            | Black Panther                       | 16. února 2018      | Ryan Coogler               | Ryan Coogler a Joe Robert Cole                                                                    | Kevin Feige                               |
| Avengers: Infinity War                   | Avengers: Infinity War              | 27. dubna 2018      | Anthony a Joe Russoovi     | Christopher Markus a Stephen McFeely                                                              | Kevin Feige                               |
| Ant-Man a Wasp                           | Ant-Man and the Wasp                | 6. července 2018    | Peyton Reed                | Chris McKenna, Erik Sommers, Paul Rudd, Andrew Barrer a Gabriel Ferrari                           | Kevin Feige a Stephen Broussard           |
| Captain Marvel                           | Captain Marvel                      | 8. března 2019      | Anna Bodenová a Ryan Fleck | Anna Bodenová, Ryan Fleck a Geneva Robertsonová-Dworetová                                         | Kevin Feige                               |
| Avengers: Endgame                        | Avengers: Endgame                   | 26. dubna 2019      | Anthony a Joe Russoovi     | Christopher Markus a Stephen McFeely                                                              | Kevin Feige                               |
| Spider-Man: Daleko od domova             | Spider-Man: Far From Home           | 2. července 2019    | Jon Watts                  | Chris McKenna a Erik Sommers                                                                      | Kevin Feige a Amy Pascalová               |

### The Multiverse Saga
Další tři fáze (čtvrtá až šestá) jsou společně označeny jako „The Multiverse Saga“.
Součástí „The Multiverse Saga“ jsou i seriály služby Disney+ a dva speciály.[a]
| Český název                             | Originální název                            | Datum vydání v USA      | Režie                   | Scénář                                                                 | Produkce                                                         |
| 4. fáze / Phase Four[a]                 | 4. fáze / Phase Four[a]                     | 4. fáze / Phase Four[a] | 4. fáze / Phase Four[a] | 4. fáze / Phase Four[a]                                                | 4. fáze / Phase Four[a]                                          |
| --------------------------------------- | ------------------------------------------- | ----------------------- | ----------------------- | ---------------------------------------------------------------------- | ---------------------------------------------------------------- |
| Black Widow                             | Black Widow                                 | 9. července 2021        | Cate Shortlandová       | Eric Pearson                                                           | Kevin Feige                                                      |
| Shang-Chi a legenda o deseti prstenech  | Shang-Chi and the Legend of the Ten Rings   | 3. září 2021            | Destin Daniel Cretton   | David Callaham, Destin Daniel Cretton a Andrew Lanham                  | Kevin Feige a Jonathan Schwartz                                  |
| Eternals                                | Eternals                                    | 5. listopadu 2021       | Chloé Zhaová            | Chloé Zhaová, Patrick Burleigh, Ryan Firpo a Kaz Firpo                 | Kevin Feige a Nate Moore                                         |
| Spider-Man: Bez domova                  | Spider-Man: No Way Home                     | 17. prosince 2021       | Jon Watts               | Chris McKenna a Erik Sommers                                           | Kevin Feige a Amy Pascalová                                      |
| Doctor Strange v mnohovesmíru šílenství | Doctor Strange in the Multiverse of Madness | 6. května 2022          | Sam Raimi               | Michael Waldron                                                        | Kevin Feige                                                      |
| Thor: Láska jako hrom                   | Thor: Love and Thunder                      | 8. července 2022        | Taika Waititi           | Taika Waititi a Jennifer Kaytin Robinsonová                            | Kevin Feige a Brad Winderbaum                                    |
| Black Panther: Wakanda nechť žije       | Black Panther: Wakanda Forever              | 11. listopadu 2022      | Ryan Coogler            | Ryan Coogler a Joe Robert Cole                                         | Kevin Feige a Nate Moore                                         |
| 5. fáze / Phase Five[a]                 |                                             |                         |                         |                                                                        |                                                                  |
| Ant-Man a Wasp: Quantumania             | Ant-Man and the Wasp: Quantumania           | 17. února 2023          | Peyton Reed             | Jeff Loveness                                                          | Kevin Feige a Stephen Broussard                                  |
| Strážci Galaxie: Volume 3               | Guardians of the Galaxy Vol. 3              | 5. května 2023          | James Gunn              | James Gunn                                                             | Kevin Feige                                                      |
| Marvels                                 | The Marvels                                 | 10. listopadu 2023      | Nia DaCostaová          | Nia DaCostaová, Megan McDonnellová a Elissa Karasiková                 | Kevin Feige                                                      |
| Deadpool & Wolverine                    | Deadpool & Wolverine                        | 26. července 2024       | Shawn Levy              | Ryan Reynolds, Rhett Reese, Paul Wernick, Zeb Wells a Shawn Levy       | Kevin Feige, Lauren Shuler Donnerová, Ryan Reynolds a Shawn Levy |
| Captain America: Nový svět              | Captain America: Brave New World            | 14. února 2025          | Julius Onah             | Rob Edwards, Malcolm Spellman, Dalan Musson, Julius Onah a Peter Glanz | Kevin Feige a Nate Moore                                         |
| Thunderbolts*                           | Thunderbolts*                               | 2. května 2025          | Jake Schreier           | Eric Pearson a Joanna Calová                                           | Kevin Feige                                                      |
| 6. fáze / Phase Six                     |                                             |                         |                         |                                                                        |                                                                  |
| Fantastická 4: První kroky              | The Fantastic Four: First Steps             | 25. července 2025       | Matt Shakman            | Josh Friedman, Eric Pearson, Jeff Kaplan a Ian Springer                | Kevin Feige                                                      |

### Připravované filmy
| Český název                                         | Originální název                                    | Datum vydání v USA  | Režie                  | Scénář                            | Produkce                               | Stav                |
| 6. fáze / Phase Six                                 | 6. fáze / Phase Six                                 | 6. fáze / Phase Six | 6. fáze / Phase Six    | 6. fáze / Phase Six               | 6. fáze / Phase Six                    | 6. fáze / Phase Six |
| --------------------------------------------------- | --------------------------------------------------- | ------------------- | ---------------------- | --------------------------------- | -------------------------------------- | ------------------- |
| Spider-Man: Zbrusu nový den                         | Spider-Man: Brand New Day                           | 31. července 2026   | Destin Daniel Cretton  | Chris McKenna a Erik Sommers      | Kevin Feige a Amy Pascalová            | natáčí se           |
| Avengers: Doomsday                                  | Avengers: Doomsday                                  | 18. prosince 2026   | Anthony a Joe Russoovi | Michael Waldron a Stephen McFeely | Kevin Feige, Anthony Russo a Joe Russo | natáčí se           |
| bude oznámeno                                       | Avengers: Secret Wars                               | 17. prosince 2027   | Anthony a Joe Russoovi | Michael Waldron a Stephen McFeely | Kevin Feige, Anthony Russo a Joe Russo | v přípravě          |
| Další filmy                                         |                                                     |                     |                        |                                   |                                        |                     |
| bude oznámeno                                       | Armor Wars                                          | bude oznámeno       | bude oznámeno          | Yassir Lester                     | Kevin Feige                            | v přípravě          |
| sequel filmu Black Panther: Wakanda nechť žije      | sequel filmu Black Panther: Wakanda nechť žije      | bude oznámeno       | Ryan Coogler           | Ryan Coogler                      | Kevin Feige a Nate Moore               | v přípravě          |
| bude oznámeno                                       | Blade                                               | bude oznámeno       | bude oznámeno          | Eric Pearson                      | Kevin Feige                            | v přípravě          |
| sequel filmu Shang-Chi a legenda o deseti prstenech | sequel filmu Shang-Chi a legenda o deseti prstenech | bude oznámeno       | Destin Daniel Cretton  | Destin Daniel Cretton             | Kevin Feige a Jonathan Schwartz        | v přípravě          |
| zatím nepojmenovaný film o X-Menech                 | zatím nepojmenovaný film o X-Menech                 | bude oznámeno       | Jake Schreier          | Michael Lesslie                   | Kevin Feige                            | v přípravě          |

a Součástí „The Multiverse Saga“ jsou i seriály služby Disney+ a dva speciály.

### Projekty
Některé v minulosti připravované, nebo dokonce oficiálně ohlášené projekty změnily svoji podobu:
- oficiálně ohlášený film Inhumans, který měl do kin přijít v roce 2019,[95] byl zrušen a inhumanské téma bylo zařazeno do televizních seriálů Agenti S.H.I.E.L.D. a Inhumans.
- připravovaný film o Runaways[96] byl odložen a následně vznikl stejnojmenný televizní seriál
- místo připravovaného filmu o Cloak & Dagger[97] vznikl stejnojmenný televizní seriál
- místo připravovaného filmu o Visionovi[98] vznikl televizní seriál WandaVision
- místo připravovaného filmu o Moon Knightovi[99] vznikl stejnojmenný televizní seriál
- místo připravovaného filmu o Ms. Marvel[100] vznikl stejnojmenný televizní seriál
- místo připravovaného filmu o Ironheart[101] vznikl stejnojmenný televizní seriál

## Televizní seriály

### Marvel Television
Marvel Television vyrobilo několik televizních seriálů odehrávajících se v Marvel Cinematic Universe. Seriály Agenti S.H.I.E.L.D. (2013–2020), Agent Carter (2015–2016) a Inhumans (2017) se souhrnně označují jako „Marvel Heroes“ a byly vysílány na televizní stanici ABC. Seriály Daredevil (2015–2018), Jessica Jones (2015–2019), Luke Cage (2016–2018), Iron Fist (2017–2018), minisérie The Defenders (2017) a The Punisher (2017–2019) jsou označovány jako „Marvel Knights“ a měly premiéru na streamovací službě Netflix. Young adult seriál Runaways (2017–2019) byl zveřejněn na službě Hulu a Cloak & Dagger (2018–2019) byl vysílán na stanici Freeform. Helstrom (2020) od Hulu se měl stát prvním seriálem v sérii „Adventure into Fear“.
| Český název         | Původní název                   | Řada | Díly          | Datum vydání/vysílání v USA | Datum vydání/vysílání v USA | Datum vydání/vysílání v USA | Showrunner                                          | Tvůrce                                           |
| Český název         | Původní název                   | Řada | Díly          | První díl                   | Poslední díl                | Stanice                     | Showrunner                                          | Tvůrce                                           |
| ------------------- | ------------------------------- | ---- | ------------- | --------------------------- | --------------------------- | --------------------------- | --------------------------------------------------- | ------------------------------------------------ |
| Agenti S.H.I.E.L.D. | Marvel's Agents of S.H.I.E.L.D. | 1    | 22            | 24. září 2013               | 13. května 2014             | ABC                         | Jed Whedon, Maurissa Tancharoenová a Jeffrey Bell   | Joss Whedon, Jed Whedon a Maurissa Tancharoenová |
| Agenti S.H.I.E.L.D. | Marvel's Agents of S.H.I.E.L.D. | 2    | 22            | 23. září 2014               | 12. května 2015             | ABC                         | Jed Whedon, Maurissa Tancharoenová a Jeffrey Bell   | Joss Whedon, Jed Whedon a Maurissa Tancharoenová |
| Agenti S.H.I.E.L.D. | Marvel's Agents of S.H.I.E.L.D. | 3    | 22            | 29. září 2015               | 17. května 2016             | ABC                         | Jed Whedon, Maurissa Tancharoenová a Jeffrey Bell   | Joss Whedon, Jed Whedon a Maurissa Tancharoenová |
| Agenti S.H.I.E.L.D. | Marvel's Agents of S.H.I.E.L.D. | 4    | 22            | 20. září 2016               | 16. května 2017             | ABC                         | Jed Whedon, Maurissa Tancharoenová a Jeffrey Bell   | Joss Whedon, Jed Whedon a Maurissa Tancharoenová |
| Agenti S.H.I.E.L.D. | Marvel's Agents of S.H.I.E.L.D. | 5    | 22            | 1. prosince 2017            | 18. května 2018             | ABC                         | Jed Whedon, Maurissa Tancharoenová a Jeffrey Bell   | Joss Whedon, Jed Whedon a Maurissa Tancharoenová |
| Agenti S.H.I.E.L.D. | Marvel's Agents of S.H.I.E.L.D. | 6    | 13            | 10. května 2019             | 2. srpna 2019               | ABC                         | Jed Whedon, Maurissa Tancharoenová a Jeffrey Bell   | Joss Whedon, Jed Whedon a Maurissa Tancharoenová |
| Agenti S.H.I.E.L.D. | Marvel's Agents of S.H.I.E.L.D. | 7    | 13            | 27. května 2020             | 12. srpna 2020              | ABC                         | Jed Whedon, Maurissa Tancharoenová a Jeffrey Bell   | Joss Whedon, Jed Whedon a Maurissa Tancharoenová |
| Agent Carter        | Marvel's Agent Carter           | 1    | 8             | 6. ledna 2015               | 24. února 2015              | ABC                         | Tara Buttersová, Michele Fazekasová a Chris Dingess | Christopher Markus a Stephen McFeely             |
| Agent Carter        | Marvel's Agent Carter           | 2    | 10            | 19. ledna 2016              | 1. března 2016              | ABC                         | Tara Buttersová, Michele Fazekasová a Chris Dingess | Christopher Markus a Stephen McFeely             |
|                     | Marvel's Inhumans               | 1    | 8             | 29. září 2017               | 10. listopadu 2017          | ABC                         | Scott Buck                                          | Scott Buck                                       |
| Daredevil           | Marvel's Daredevil              | 1    | 13            | 10. dubna 2015              | 10. dubna 2015              | Netflix                     | Steven S. DeKnight                                  | Drew Goddard                                     |
| Daredevil           | Marvel's Daredevil              | 2    | 13            | 18. března 2016             | 18. března 2016             | Netflix                     | Doug Petrie a Marco Ramirez                         | Drew Goddard                                     |
| Daredevil           | Marvel's Daredevil              | 3    | 13            | 19. října 2018              | 19. října 2018              | Netflix                     | Erik Oleson                                         | Drew Goddard                                     |
| Jessica Jones       | Marvel's Jessica Jones          | 1    | 13            | 20. listopadu 2015          | 20. listopadu 2015          | Netflix                     | Melissa Rosenbergová                                | Melissa Rosenbergová                             |
| Jessica Jones       | Marvel's Jessica Jones          | 2    | 13            | 8. března 2018              | 8. března 2018              | Netflix                     | Melissa Rosenbergová                                | Melissa Rosenbergová                             |
| Jessica Jones       | Marvel's Jessica Jones          | 3    | 13            | 14. června 2019             | 14. června 2019             | Netflix                     | Melissa Rosenbergová a Scott Reynolds               | Melissa Rosenbergová                             |
| Luke Cage           | Marvel's Luke Cage              | 1    | 13            | 30. září 2016               | 30. září 2016               | Netflix                     | Cheo Hodari Coker                                   | Cheo Hodari Coker                                |
| Luke Cage           | Marvel's Luke Cage              | 2    | 13            | 22. června 2018             | 22. června 2018             | Netflix                     | Cheo Hodari Coker                                   | Cheo Hodari Coker                                |
| Iron Fist           | Marvel's Iron Fist              | 1    | 13            | 17. března 2017             | 17. března 2017             | Netflix                     | Scott Buck                                          | Scott Buck                                       |
| Iron Fist           | Marvel's Iron Fist              | 2    | 10            | 7. září 2018                | 7. září 2018                | Netflix                     | Raven Metzner                                       | Scott Buck                                       |
| The Defenders       | Marvel's The Defenders          | 1    | 8             | 18. srpna 2017              | 18. srpna 2017              | Netflix                     | Marco Ramirez                                       | Marco Ramirez                                    |
| The Punisher        | Marvel's The Punisher           | 1    | 13            | 17. listopadu 2017          | 17. listopadu 2017          | Netflix                     | Steve Lightfoot                                     | Steve Lightfoot                                  |
| The Punisher        | Marvel's The Punisher           | 2    | 13            | 18. ledna 2019              | 18. ledna 2019              | Netflix                     | Steve Lightfoot                                     | Steve Lightfoot                                  |
| Runaways            | Marvel's Runaways               | 1    | 10            | 21. listopadu 2017          | 9. ledna 2018               | Hulu                        | Josh Schwartz a Stephanie Savageová                 | Josh Schwartz a Stephanie Savageová              |
| Runaways            | Marvel's Runaways               | 2    | 13            | 21. prosince 2018           | 21. prosince 2018           | Hulu                        | Josh Schwartz a Stephanie Savageová                 | Josh Schwartz a Stephanie Savageová              |
| Runaways            | Marvel's Runaways               | 3    | 10            | 13. prosince 2019           | 13. prosince 2019           | Hulu                        | Josh Schwartz a Stephanie Savageová                 | Josh Schwartz a Stephanie Savageová              |
|                     | Marvel's Cloak & Dagger         | 1    | 10            | 7. června 2018              | 2. srpna 2018               | Freeform                    | Joe Pokaski                                         | Joe Pokaski                                      |
| 2                   | Marvel's Cloak & Dagger         | 10   | 4. dubna 2019 | 30. května 2019             |                             | Freeform                    | Joe Pokaski                                         | Joe Pokaski                                      |
|                     | Marvel's Helstrom               | 1    | 10            | 16. října 2020              | 16. října 2020              | Hulu                        | Paul Zbyszewski                                     | Paul Zbyszewski                                  |

### Marvel Studios
Součástí čtvrté fáze jsou televizní seriály služby Disney+ WandaVision (2021), Falcon a Winter Soldier (2021), první řada Lokiho (2021), Hawkeye (2021), Moon Knight (2022), Ms. Marvel (2022) a She-Hulk: Neuvěřitelná právnička (2022).
| Český název                      | Původní název                     | Řada                 | Díly                 | Datum vydání         | Datum vydání         | Tvůrce               | Režisér                                                                |
| Český název                      | Původní název                     | Řada                 | Díly                 | První díl            | Poslední díl         | Tvůrce               | Režisér                                                                |
| 4. fáze / Phase Four             | 4. fáze / Phase Four              | 4. fáze / Phase Four | 4. fáze / Phase Four | 4. fáze / Phase Four | 4. fáze / Phase Four | 4. fáze / Phase Four | 4. fáze / Phase Four                                                   |
| -------------------------------- | --------------------------------- | -------------------- | -------------------- | -------------------- | -------------------- | -------------------- | ---------------------------------------------------------------------- |
| WandaVision                      | WandaVision                       | 1                    | 9                    | 15. ledna 2021       | 5. března 2021       | Jac Schaefferová     | Matt Shakman                                                           |
| Falcon a Winter Soldier          | The Falcon and the Winter Soldier | 1                    | 6                    | 19. března 2021      | 23. dubna 2021       | Malcolm Spellman     | Kari Skoglandová                                                       |
| Loki                             | Loki                              | 1                    | 6                    | 9. června 2021       | 14. července 2021    | Michael Waldron      | Kate Herronová                                                         |
| Hawkeye                          | Hawkeye                           | 1                    | 6                    | 24. listopadu 2021   | 22. prosince 2021    | Jonathan Igla        | Rhys Thomas, Bert a Bertie                                             |
| Moon Knight                      | Moon Knight                       | 1                    | 6                    | 30. března 2022      | 4. května 2022       | Jeremy Slater        | Mohamed Diab, Justin Benson a Aaron Moorhead                           |
| Ms. Marvel                       | Ms. Marvel                        | 1                    | 6                    | 8. června 2022       | 13. července 2022    | Bisha K. Aliová      | Adil El Arbi, Bilall Fallah, Meera Menonová a Sharmeen Obaid-Chinoyová |
| She-Hulk: Neuvěřitelná právnička | She-Hulk: Attorney at Law         | 1                    | 9                    | 18. srpna 2022       | 13. října 2022       | Jessica Gaová        | Kat Coirová a Anu Valiaová                                             |

Součástí páté fáze jsou televizní seriály služby Disney+ Tajná invaze (2023), druhá řada Lokiho (2023), Echo (2024), Agatha za vším schovaná (2024), první řada Daredevil: Znovuzrození (2025) a Ironheart (2025).
| Český název             | Původní název         | Řada                 | Díly                 | Datum vydání         | Datum vydání         | Tvůrce                          | Režisér                                                                        |
| Český název             | Původní název         | Řada                 | Díly                 | První díl            | Poslední díl         | Tvůrce                          | Režisér                                                                        |
| 5. fáze / Phase Five    | 5. fáze / Phase Five  | 5. fáze / Phase Five | 5. fáze / Phase Five | 5. fáze / Phase Five | 5. fáze / Phase Five | 5. fáze / Phase Five            | 5. fáze / Phase Five                                                           |
| ----------------------- | --------------------- | -------------------- | -------------------- | -------------------- | -------------------- | ------------------------------- | ------------------------------------------------------------------------------ |
| Tajná invaze            | Secret Invasion       | 1                    | 6                    | 21. června 2023      | 26. července 2023    | Kyle Bradstreet                 | Ali Selim                                                                      |
| Loki                    | Loki                  | 2                    | 6                    | 5. října 2023        | 9. listopadu 2023    | Eric Martin                     | Justin Benson, Aaron Moorhead, Dan DeLeeuw a Kasra Farahani                    |
| Echo                    | Echo                  | 1                    | 5                    | 9. ledna 2024        | 9. ledna 2024        | Marion Dayreová a Amy Rardinová | Sydney Freelandová a Catriona McKenzieová                                      |
| Agatha za vším schovaná | Agatha All Along      | 1                    | 9                    | 18. září 2024        | 30. října 2024       | Jac Schaefferová                | Jac Schaefferová, Rachel Goldbergová a Gandja Monteirová                       |
| Daredevil: Znovuzrození | Daredevil: Born Again | 1                    | 9                    | 4. března 2025       | 15. dubna 2025       | Dario Scardapane                | Justin Benson, Aaron Moorhead, Michael Cuesta, Jeffrey Nachmanoff a David Boyd |
| Ironheart               | Ironheart             | 1                    | 6                    | 24. června 2025      | 1. července 2025     | Chinaka Hodgeová                | Sam Baileyová a Angela Barnesová                                               |

Součástí šesté fáze jsou připravované televizní seriály služby Disney+ Wonder Man (2025), druhá řada Daredevil: Znovuzrození (2026) a seriál o Visionovi (2026).
| Český název             | Původní název                          | Řada                | Díly                | Datum vydání        | Datum vydání        | Tvůrce              | Režisér                                                                          | Stav                |
| Český název             | Původní název                          | Řada                | Díly                | První díl           | Poslední díl        | Tvůrce              | Režisér                                                                          | Stav                |
| 6. fáze / Phase Six     | 6. fáze / Phase Six                    | 6. fáze / Phase Six | 6. fáze / Phase Six | 6. fáze / Phase Six | 6. fáze / Phase Six | 6. fáze / Phase Six | 6. fáze / Phase Six                                                              | 6. fáze / Phase Six |
| ----------------------- | -------------------------------------- | ------------------- | ------------------- | ------------------- | ------------------- | ------------------- | -------------------------------------------------------------------------------- | ------------------- |
|                         | Wonder Man                             | 1                   | 8                   | prosinec 2025       | bude oznámeno       | Andrew Guest        | Destin Daniel Cretton, Stella Meghieová, James Ponsoldt a Tiffany Johnsonová     | v postprodukci      |
| Daredevil: Znovuzrození | Daredevil: Born Again                  | 2                   | 8                   | březen 2026         | bude oznámeno       | Dario Scardapane    | Justin Benson, Aaron Moorhead, Solvan Naim, Iain B. MacDonald a Angela Barnesová | v postprodukci      |
|                         | zatím nepojmenovaný seriál o Visionovi | 1                   | 8                   | 2026                | bude oznámeno       | Terry Matalas       | Terry Matalas, Christopher J. Byrne, Vincenzo Natali a Gandja Monteirová         | v postprodukci      |

Většina animovaných seriálů se zabývá mnohovesmírem, a nesledují hlavní časovou osu. Jedná se o seriály Co kdyby…? (2021–2024), Váš dobrý soused Spider-Man (od 2025) a Marvel Zombies (2025). Jediným animovaným seriálem zabývajícím se posvátnou časovou osou je Oči Wakandy (2025).
| Český název                                              | Původní název                                 | Řada                                          | Díly                                          | Datum vydání                                  | Datum vydání                                  | Tvůrce                                        | Režisér                                       | Stav                                          |
| Český název                                              | Původní název                                 | Řada                                          | Díly                                          | První díl                                     | Poslední díl                                  | Tvůrce                                        | Režisér                                       | Stav                                          |
| Animované seriály zabývající se mnohovesmírem            | Animované seriály zabývající se mnohovesmírem | Animované seriály zabývající se mnohovesmírem | Animované seriály zabývající se mnohovesmírem | Animované seriály zabývající se mnohovesmírem | Animované seriály zabývající se mnohovesmírem | Animované seriály zabývající se mnohovesmírem | Animované seriály zabývající se mnohovesmírem | Animované seriály zabývající se mnohovesmírem |
| -------------------------------------------------------- | --------------------------------------------- | --------------------------------------------- | --------------------------------------------- | --------------------------------------------- | --------------------------------------------- | --------------------------------------------- | --------------------------------------------- | --------------------------------------------- |
| Co kdyby…?                                               | What If…?                                     | 1                                             | 9                                             | 11. srpna 2021                                | 6. října 2021                                 | A. C. Bradleyová                              | Bryan Andrews                                 | vydáno                                        |
| Co kdyby…?                                               | What If…?                                     | 2                                             | 9                                             | 22. prosince 2023                             | 30. prosince 2023                             | A. C. Bradleyová                              | Stephan Franck a Bryan Andrews                | vydáno                                        |
| Co kdyby…?                                               | What If…?                                     | 3                                             | 8                                             | 22. prosince 2024                             | 29. prosince 2024                             | Matthew Chauncey                              | Stephan Franck a Bryan Andrews                | vydáno                                        |
| Váš dobrý soused Spider-Man                              | Your Friendly Neighborhood Spider-Man         | 1                                             | 10                                            | 29. ledna 2025                                | 19. února 2025                                | Jeff Trammel                                  | Mel Zwyer, Liza Singergová a Stu Livingston   | vydáno                                        |
| Váš dobrý soused Spider-Man                              | Your Friendly Neighborhood Spider-Man         | 2                                             | bude oznámeno                                 | 2026                                          | bude oznámeno                                 | Jeff Trammel                                  | bude oznámeno                                 | ve výrobě                                     |
| Váš dobrý soused Spider-Man                              | Your Friendly Neighborhood Spider-Man         | 3                                             | bude oznámeno                                 | bude oznámeno                                 | bude oznámeno                                 | Jeff Trammel                                  | bude oznámeno                                 | v přípravě                                    |
|                                                          | Marvel Zombies                                | 1                                             | 4                                             | 24. září 2025                                 | 24. září 2025                                 | Bryan Andrews                                 | Bryan Andrews                                 | ve výrobě                                     |
| Animované seriály odehrávající se na posvátné časové ose |                                               |                                               |                                               |                                               |                                               |                                               |                                               |                                               |
| Oči Wakandy                                              | Eyes of Wakanda                               | 1                                             | 4                                             | 1. srpna 2025                                 | 1. srpna 2025                                 | Todd Harris                                   | Todd Harris                                   | vydáno                                        |

## Speciály
Mimo zařazení do fází stojí tři speciály služby Disney+, Vlkodlak: Noční lovec (2022), Strážci Galaxie: Sváteční speciál (2022) a připravovaný speciál o Punisherovi (2026).
| Český název                       | Původní název                               | Datum vydání       | Režie                 | Scénář                               | Stav           |
| Speciály                          | Speciály                                    | Speciály           | Speciály              | Speciály                             | Speciály       |
| --------------------------------- | ------------------------------------------- | ------------------ | --------------------- | ------------------------------------ | -------------- |
| Vlkodlak: Noční lovec             | Werewolf by Night                           | 7. října 2022      | Michael Giacchino     | Heather Quinnová a Peter Cameron     | vydáno         |
| Strážci Galaxie: Sváteční speciál | The Guardians of the Galaxy Holiday Special | 25. listopadu 2022 | James Gunn            | James Gunn                           | vydáno         |
|                                   | zatím nepojmenovaný speciál o Punisherovi   | 2026               | Reinaldo Marcus Green | Reinaldo Marcus Green a Jon Bernthal | v postprodukci |

## Krátkometrážní filmy

### Marvel One-Shots
Krátké filmy v rámci série Marvel One-Shots byly vydávány jako bonusy na Blu-ray edicích celovečerních filmů. Dějově s nimi souvisí a ukazují drobné epizody ze života některých postav z těchto snímků. Jedná se o snímky Konzultant (2011), Cesta k Thorovu kladivu a co se na ní přihodilo (2011), Rekvizita 47 (2012), Agentka Carterová (2013), Sláva králi (2014), Tým Thor (2016), Tým Thor: Část 2 (2017) a Bydlení u Darryla (2018).

### Peterův seznam úkolů
Peterův seznam úkolů je krátký film, který byl součástí prodloužené verze filmu Spider-Man: Daleko od domova a následně vydán jako bonus na Blu-ray edici. Peter se v něm připravuje na odlet do Evropy na prázdniny.

### Já jsem Groot
Já jsem Groot je sérií krátkých fotorealistických animovaných kraťasů vyrobených pro Disney+. Vystupuje v nich Baby Groot, který zažívá dobrodružství s novými a neobvyklými postavami. První série skládající se z 5 kraťasů vyšla 10. srpna 2022. Druhá série, obsahující také 5 krátkých filmů, vyšla 6. září 2023.

## Webové seriály
Doplňkové seriály vydávané prostřednictvím streamovací služby YouTube.
| Originální název                           | Řada | Dílů | Datum vydání v USA | Datum vydání v USA |
| Originální název                           | Řada | Dílů | První díl          | Poslední díl       |
| ------------------------------------------ | ---- | ---- | ------------------ | ------------------ |
| WHIH Newsfront                             | 1    | 5    | 2. července 2015   | 16. července 2015  |
| WHIH Newsfront                             | 2    | 5    | 22. dubna 2016     | 3. května 2016     |
| Marvel's Agents of S.H.I.E.L.D.: Slingshot | 1    | 6    | 13. prosince 2016  | 13. prosince 2016  |

## Časová osa
| 1943–1945 |                                         | První Avenger              |
| 1946      |                                         | Agentka Carterová          |
| 1947–1963 |                                         |                            |
| 1964      |                                         | Fantastická 4: První kroky |
| 1965–1994 |                                         |                            |
| 1995      |                                         | Captain Marvel             |
| 1996–2007 |                                         |                            |
| 2008      |                                         | Iron Man                   |
| 2009      |                                         |                            |
| 2010      |                                         | Iron Man 2                 |
| 2010      | Neuvěřitelný Hulk                       |                            |
| 2010      | Cesta k Thorovu kladivu...              |                            |
| 2010      | Thor                                    |                            |
| 2010      | Konzultant                              |                            |
| 2011      |                                         |                            |
| 2012      |                                         | Avengers                   |
| 2012      | Rekvizita 47                            |                            |
| 2013      |                                         | Temný svět                 |
| 2013      | Iron Man 3                              |                            |
| 2014      |                                         | Sláva králi                |
| 2014      | Návrat prvního Avengera                 |                            |
| 2014      | Strážci Galaxie                         |                            |
| 2014      | Já jsem Groot (1. díl)                  |                            |
| 2014      | Strážci Galaxie Vol. 2                  |                            |
| 2014      | Já jsem Groot (2.–10. díl)              |                            |
| 2015      |                                         | Daredevil (1. řada)        |
| 2015      | Jessica Jones (1. řada)                 |                            |
| 2015      | Age of Ultron                           |                            |
| 2015      | Ant-Man                                 |                            |
| 2015      | Daredevil (2. řada)                     |                            |
| 2015      | Luke Cage (1. řada)                     |                            |
| 2016      |                                         | Iron Fist (1. řada)        |
| 2016      | The Defenders                           |                            |
| 2016      | Občanská válka                          |                            |
| 2016      | Black Widow                             |                            |
| 2016      | Black Panther                           |                            |
| 2016      | Homecoming                              |                            |
| 2016      | The Punisher (1. řada)                  |                            |
| 2016      | Doctor Strange (do 2017)                |                            |
| 2017      |                                         | Jessica Jones (2. řada)    |
| 2017      | Luke Cage (2. řada)                     |                            |
| 2017      | Iron Fist (2. řada)                     |                            |
| 2017      | Daredevil (3. řada)                     |                            |
| 2017      | Ragnarok                                |                            |
| 2018      |                                         | The Punisher (2. řada)     |
| 2018      | Jessica Jones (3. řada)                 |                            |
| 2018      | Ant-Man a Wasp                          |                            |
| 2018      | Infinity War                            |                            |
| 2019–2022 |                                         |                            |
| 2023      |                                         | Endgame                    |
| 2023      | WandaVision                             |                            |
| 2024      |                                         | Deadpool & Wolverine       |
| 2024      | Shang-Chi                               |                            |
| 2024      | Falcon a Winter Soldier                 |                            |
| 2024      | Peterův seznam úkolů                    |                            |
| 2024      | Daleko od domova                        |                            |
| 2024      | Eternals                                |                            |
| 2024      | Bez domova                              |                            |
| 2024      | Doctor Strange v mnohovesmíru šílenství |                            |
| 2024      | Hawkeye                                 |                            |
| 2025      |                                         | Moon Knight                |
| 2025      | Wakanda nechť žije                      |                            |
| 2025      | Echo                                    |                            |
| 2025      | She-Hulk                                |                            |
| 2025      | Ms. Marvel                              |                            |
| 2025      | Láska jako hrom                         |                            |
| 2025      | Ironheart                               |                            |
| 2025      | Strážci Galaxie: Sváteční speciál       |                            |
| 2026      |                                         | Quantumania                |
| 2026      | Strážci Galaxie: Volume 3               |                            |
| 2026      | Tajná invaze                            |                            |
| 2026      | Marvels                                 |                            |
| 2026      | Agatha za vším schovaná                 |                            |
| 2026      | Znovuzrození (1. díl)                   |                            |
| 2027      |                                         | Znovuzrození (2.–9. díl)   |
| 2027      | Nový svět                               |                            |
| 2027      | Thunderbolts*                           |                            |
| 2028      |                                         | Doomsday                   |

Během 1. fáze Marvel Studios vkládalo reference mezi jejich filmy, ale prozatím neměli žádný dlouhodobý plán pro chronologii fikčního světa. Iron Man 2 se odehrává dva roky po událostech ve filmu Iron Man, ve stejné době jako Thor dle Nicka Furyho. Některé z One-Shotů se odehrávají v době 1. fáze, včetně Konzultanta (odehrávající se po událostech filmů Iron Man 2 a Neuvěřitelný Hulk), Cesta k Thorovu kladivu a co se na ní přihodilo (odehrávající se před událostmi filmu Thor), Rekvizita 47 (zasazený po filmu Avengers), a Agentka Carterová (odehrávající se rok po událostech Captain America: První Avenger).
Filmy v rámci 2. fáze se odehrávají relativně se stejnými odstupy od Avengers jako reálně vyšly. Iron Man 3 se odehrává o Vánocích 2013, Thor: Temný svět rok po Avengers a Captain America: Návrat prvního Avengera dva roky po Avengers. Avengers: Age of Ultron a Ant-Man zakončili fázi v roce 2015, a v rámci chronologie mezi nimi uběhlo pár měsíců jako mezi daty vydání. One-Shot Sláva králi je zasazen po událostech Iron Man 3.
Pro 3. fázi chtěli režiséři bratři Russoové nadále umisťovat filmy dle dat vydání a tak Captain America: Občanská válka začíná rok po Avengers: Age of Ultron, a Avengers: Infinity War dva roky po Captain America: Občanská válka. Producent Brad Winderbaum řekl, že filmy v rámci 3. fáze se budou „navršené na sobě“ a současně budou méně „propletené“ než byly filmy v 1. fázi. Black Panther a Spider-Man: Homecoming se oba odehrávají po Captain America: Občanská válka, první jmenovaný týden a druhý jmenovaný pár měsíců po Captain America: Občanská válka, Thor: Ragnarok začíná čtyři roky po Thor: Temný svět a dva roky po Avengers: Age of Ultron. Události Doctor Strange se rozprostírájí v rámci jednoho roku a končí „v současnosti se zbytkem MCU“. Ant-Man a Wasp se odehrává dva roky po Captain America: Občanská válka a krátce před Avengers: Infinity War. Strážci Galaxie a jejich pokračování Strážci Galaxie Vol. 2 se odehrávají v roce 2014, což dle Feige vytváří rozdíl čtyři roky mezi Strážci Galaxie Vol. 2 a Avengers: Infinity War, i když ostatní filmy vydané do té doby nespecifikují přímo ve filmech pomocí nápisu, kdy se odehrávají. Po Avengers: Infinity War bratři Russoové prohlásili, že budoucí filmy se nemusí odehrávat dle jejich data vydání, jelikož je zde „hodně vynalézavých možností jak může příběh pokračovat“. Captain Marvel a Ant-Man a Wasp se následně odehrávají před Avengers: Infinity War, s prvně zmiňovaným odehrávajícím se v roce 1995. Avengers: Endgame začíná krátce po Avengers: Infinity War a končí v roce 2023 po pětiletém časové skoce. Avengers: Endgame potvrzuje roky, kdy se odehrávají některé filmy, včetně Avengers v roce 2012, Thor: Temný svět v 2013, Strážci Galaxie v 2014, Doctor Strange kolem roku 2017, a Ant-Man a Wasp v roce 2018 před Avengers: Infinity War. Spider-Man: Daleko od domova začíná osm měsíců po Avengers: Endgame v roce 2024.
Většina projektů z 4. fáze se odehrává po Avengers: Endgame. WandaVision se odehrává o tři týdny později, a připravuje půdu pro Doctor Strange v mnohovesmíru šílenství. Falcon a Winter Soldier se odehrává šest měsíců po Avengers: Endgame. Eternals se odehrávají kolem stejné doby jako Falcon a Winter Soldier a Spider-Man: Daleko od domova, šest až osm měsíců po Avengers: Endgame v roce 2024, zatímco Spider-Man: Bez domova začíná hned po Spider-Man: Daleko od domova a pokračuje ke konci roku 2024. Shang-Chi a legenda o deseti prstenech se odehrává po Avengers: Endgame v době čínského svátku čistoty a jasu. She-Hulk: Neuvěřitelná právnička se odehrává "relativně krátce po" Shang-Chi a legenda o deseti prstenech.Hawkeye se odehrává rok po Avengers: Endgame o Vánocích 2024.
Moon Knight se odehrává po Hawkeye začátkem roku 2025, zatímco Doctor Strange v mnohovesmíru šílenství se odehrává po Spider-Man: Bez domova. Ms. Marvel se odehrává po Moon Knight, jeden až dva roky po Avengers: Endgame. Thor: Láska jako hrom se také odehrává po Avengers: Endgame, osm a půl roku po rozchodu Thora a Jane. Dle producenta Nate Moora je Black Panther: Wakanda nechť žije zasazený po Spider-Man: Bez domova a Eternals, "potencionálně odehrávající se souběžně" s Thor: Láska jako hrom a Ant-Man a Wasp: Quantumania. Strážci Galaxie: Sváteční speciál se odehrává "podstatnou dobu" po událostech aThor: Láska jako hrom a před Strážci Galaxie: Volume 3.
První série Lokiho začíná důsledkem událostí v roce 2012 z časové loupeže vyobrazené v Avengers: Endgame, ale následně se podstatná část jejího příběhu odehrává mimo hlavní časovou osu (Sacred Timeline) kvůli Time Variance Authority, a jeho události jsou provázané s Doctor Strange v mnohovesmíru šílenství. Co kdyby…? se odehrává po konci první řady Lokiho a prozkoumává paralelní časové osy, kde se události odehráli jinak oproti Sacred Timeline. Black Widow je zasazená mezi Captain America: Občanská válka a Avengers: Infinity War, a převážně se odehrává mezi dopadením Zema a před osvobozením Avengerů z vězení Raft, obojí vyobrazené v Captain America: Občanská válka. Já jsem Groot se odehrává mezi koncem Strážců Galaxie a začátkem sequelu Strážci Galaxie Vol. 2, a koncem filmu Strážci Galaxie Vol. 2 a jeho potitulkovou scénou. Speciál Vlkodlak: Noční lovec existuje v rámci MCU, ale nestanovuje "kdy, jak či proč". Režisér Michael Giacchino má "specifickou představu" jak speciál zapadá do MCU, kterou neprodiskutoval s Marvel Studios.
V rámci 5. fáze se Echo odehrává v květnu 2025, 5 měsíců po událostech Hawkeye. Ant-Man a Wasp: Quantumania se odehrává v roce 2026, tedy přibližně ve stejné době jako události Black Panther: Wakanda nechť žije a začátek Ms. Marvel. Strážci Galaxie: Volume 3 se odehrává po Strážci Galaxie: Sváteční speciál. Tajná invaze se odehrává třicet let po událostech Captain Marvel, přibližně koncem roku 2026, po událostech Spider-Man: Daleko od domova a Black Panther: Wakanda nechť žije, Marvels je zasazený do roku 2026, po událostech Tajná invaze a Ms. Marvel. Agatha za vším schovaná je zasazena do roku 2026, tři roky po událostech WandaVision. Captain America: Nový svět je zasazen do dubna 2027, tři roky po událostech Falcon a Winter Soldier. První série Daredevil: Znovuzrození se odehrává po Echo, prolog prvního dílu je zasazený do konce roku 2025, následuje časový skok na konec 2026 dále pokračuje do začátku 2027. Thunderbolts* se odehrávají později v roce 2027, po Captain America: Nový svět. zatím co Ironheart je zasazena šest měsíců po Black Panther: Wakanda nechť žije.
Deadpool & Wolverine se odehrává v roce 2024, převážně na Zemi-10005 a v Prázdnotě (Void), a následuje po událostech druhé řady Lokiho.
Avengers: Doomsday se budou odehrávat v roce 2028, 14 měsíců po Thunderbolts*. Fantastická 4: První kroky se odehrává na Zemi-828 v roce 1964.